# Ernestine Barrier
Pour les articles homonymes, voir Barrier.
Ernestine Barrier, née le 19 mars 1908 à New York et morte le 13 février 1989 à Los Angeles, est une actrice de théâtre, de cinéma et de télévision américaine. Elle est la première actrice de l'histoire du cinéma à incarner une femme présidente d'un pays, dans le film Project Moonbase (1953).

## Biographie
Son nom de naissance est Ernestine Spratt mais elle utilise comme nom de scène Ernestine De Becker (d'après le nom de jeune fille de sa mère). Elle participe à son premier spectacle à l'âge de six mois, au moment où elle est emmenée sur scène par sa mère Nesta De Becker, également actrice.
Elle apparaît environ quatre-vingt-fois dans des séries télévisées comme Drôles de dames (1976-1981), Chips (1977-1983) ou encore La Famille des collines (1972-1981) et dans le téléfilm A Family Upside Down (1978) avec Helen Hayes et Fred Astaire. Au cinéma, elle tourne dans Project Moonbase (1953), La Vie passionnée de Vincent van Gogh (1956) avec Kirk Douglas et dans Le Fond de la bouteille (1956) avec Van Johnson et Joseph Cotten.
Dans les années 1930, elle joue sous le pseudonyme d'Ernestine De Becker dans plusieurs pièces à Broadway, comme La Mouette d'Anton Tchekhov, Amphitryon 38 de Jean Giraudoux, Idiot's Delight de Robert E. Sherwood, La Mégère apprivoisée de William Shakespeare ou encore Late One Evening d'Audrey et Waveney Carten. En 1946, elle revient à Broadway (en utilisant cette-fois-ci le nom d'Ernestine Barrier), apparaissant avec son mari, l'acteur Edgar Barrier dans On Whitman Avenue. Leur fils, Michael Barrier, est également acteur.

## Sources
- (en) Cet article est partiellement ou en totalité issu de l’article de Wikipédia en anglais intitulé « Ernestine Barrier » (voir la liste des auteurs).